# Midnight Love (álbum)
"Midnight Love" é o décimo sétimo e ultimo álbum de estúdio do cantor de R&B estadunidense Marvin Gaye.

## Faixas
1. "Midnight Lady" – 5:17
2. "Sexual Healing" (Odell Brown, Gaye, David Ritz)  – 3:59
3. "Rockin' After Midnight" – 6:04
4. "'Til Tomorrow" – 4:57
5. "Turn On Some Music" – 5:08
6. "Third World Girl" – 4:36
7. "Joy" – 4:22
8. "My Love Is Waiting" (Gordon Banks)  – 5:07

## Desempenho nas paradas

### Gráficos semanais
| Paradas (1982)                          | Melhor posição |
| --------------------------------------- | -------------- |
| Alemanha (Offizielle Deutsche Charts)   | 20             |
| Estados Unidos (Billboard 200)          | 7              |
| Estados Unidos (Billboard Black Albums) | 1              |
| Nova Zelândia (RMNZ)                    | 6              |
| Países Baixos (Dutch Charts)            | 8              |
| Reino Unido (UK Albums Chart)           | 10             |
| Suécia (Sverigetopplistan)              | 14             |
| Paradas (1984)                          | Melhor posição |
| Estados Unidos (Billboard 200)          | 103            |
| Estados Unidos (Billboard Black Albums) | 52             |

### Singles
| Ano  | Titulo           | Paradas                       | Posição |
| ---- | ---------------- | ----------------------------- | ------- |
| 1982 | "Sexual Healing" | Hot Adult Contemporary Tracks | 34      |
| 1982 | "Sexual Healing" | Hot R&B/Hip-Hop Songs         | 1       |
| 1982 | "Sexual Healing" | Hot Dance Club Songs          | 12      |
| 1983 | "Sexual Healing" | Hot 100 Singles               | 3       |
| 1983 | "'Til Tomorrow"  | Black Singles                 | 31      |
| 1983 | "Joy"            | Black Singles                 | 78      |